# Eumerus minotaurus
Eumerus minotaurus är en tvåvingeart som beskrevs av Claussen och Lucas 1988. Eumerus minotaurus ingår i släktet månblomflugor, och familjen blomflugor. Inga underarter finns listade i Catalogue of Life.